# 全日本学生弓道選手権大会
全日本学生弓道選手権大会（ぜんにほんがくせいきゅうどうせんしゅけんたいかい）は、毎年8月に開催される学生弓道の全国大会。通称全日、インカレなど。東京、名古屋、神戸の持ち回りで開催される。 近的競技で男女団体および個人戦が行われ、優勝校は11月の全日本学生弓道王座決定戦・全日本学生弓道女子王座決定戦出場権を得る。
【男子】5人立、［予選・決勝トーナメント］各4射＝計20射、
【女子】4人立、［予選・決勝トーナメント］各4射＝計16射　※第72回（R.6）までは3人立

## 過去の成績（団体）
|                | 開催地 | 男子団体      | 男子団体   | 男子団体   | 男子団体   | 女子団体      | 女子団体 | 女子団体     | 女子団体     |
| 優勝           | 開催地 | 準優勝        | 第3位      | 射道優秀   | 優勝       | 準優勝        | 第3位    | 射道優秀     |              |
| -------------- | ------ | ------------- | ---------- | ---------- | ---------- | ------------- | -------- | ------------ | ------------ |
| 第1回（S.28）  | 橿原   | 早稲田        | 同志社     | 慶應義塾   |            |               |          |              |              |
| 第2回（S.29）  | 東京   | 明治          | 東京       | 早稲田     |            |               |          |              |              |
| 第3回（S.30）  | 京都   | 立命館        | 明治       | 慶應義塾   |            |               |          |              |              |
| 第4回（S.31）  | 大宮   | 明治（2）     | 早稲田     | 立教       |            |               |          |              |              |
| 第5回（S.32）  | 京都   | 明治（3）     | 早稲田     | 北海道     |            |               |          |              |              |
| 第6回（S.33）  | 三島   | 明治（4）     | 日本       | 中央       |            |               |          |              |              |
| 第7回（S.34）  | 京都   | 関西学院      | 明治       | 早稲田     |            |               |          |              |              |
| 第8回（S.35）  | 東京   | 明治（5）     | 西南学院   | 関西学院   |            |               |          |              |              |
| 第9回（S.36）  | 京都   | 早稲田（2）   | 福岡       | 慶應義塾   |            |               |          |              |              |
| 第10回（S.37） | 東京   | 立教          | 中央       | 関西       |            | 國學院        | 岡山     | 東京教育     |              |
| 第11回（S.38） | 神戸   | 関西          | 神戸       | 國學院     |            | 國學院（2）   | 岡山     | 東洋         |              |
| 第12回（S.39） | 東京   | 中央          | 國學院     | 早稲田     |            | 東北          | 國學院   | 東京教育     |              |
| 第13回（S.40） | 大阪   | 東北学院      | 早稲田     | 明治       |            | 早稲田        | 明治     | 高知女子     |              |
| 第14回（S.41） | 東京   | 日本          | 中央       | 九州歯科   |            | 明治          | 早稲田   | 中京         |              |
| 第15回（S.42） | 大阪   | 福岡          | 國學院     | 東北       |            | 早稲田（2）   | 日本     | 東洋         |              |
| 第16回（S.43） | 東京   | 立教（2）     | 法政       | 福岡       |            | 早稲田（3）   | 日本     | 福岡         |              |
| 第17回（S.44） | 大阪   | 関西学院（2） | 早稲田     | 明治       |            | 早稲田（4）   | 明治     | 國學院       |              |
| 第18回（S.45） | 東京   | 法政          | 東洋       | 立命館     |            | 國學院（3）   | 新潟     | 東北         |              |
| 第19回（S.46） | 京都   | 日本（2）     | 國學院     | 愛知       |            | 熊本商科      | 島根     | 國學院       |              |
| 第20回（S.47） | 名古屋 | 福岡（2）     | 法政       | 中央       |            | 文化女子      | 國學院   | 千葉         |              |
| 第21回（S.48） | 東京   | 福岡（3）     | 熊本       | 熊本商科   |            | 京都女子      | 法政     | 西南学院     |              |
| 第22回（S.49） | 大阪   | 日本（3）     | 熊本商科   | 福岡       |            | 熊本商科（2） | 熊本     | 大東文化     |              |
| 第23回（S.50） | 名古屋 | 法政（2）     | 日本       | 國學院     |            | 四国女子      | 北九州   | 福岡         |              |
| 第24回（S.51） | 東京   | 日本（4）     | 福岡       | 東洋       |            | 福岡          | 國學院   | 法政         |              |
| 第25回（S.52） | 京都   | 中央（2）     | 法政       | 福岡       |            | 亜細亜        | 早稲田   | 熊本商科     |              |
| 第26回（S.53） | 名古屋 | 日本（5）     | 法政       | 早稲田     |            | 熊本          | 筑波     | 法政         |              |
| 第27回（S.54） | 東京   | 中央（3）     | 福岡       | 東京経済   |            | 九州産業      | 筑波     | 同志社       |              |
| 第28回（S.55） | 神戸   | 日本（6）     | 筑波       | 法政       |            | 福岡（2）     | 宮崎     | 松山商科     |              |
| 第29回（S.56） | 名古屋 | 筑波          | 日本       | 明治       |            | 筑波          | 日本     | 大分         |              |
| 第30回（S.57） | 東京   | 東洋          | 福岡       | 慶應義塾   |            | 日本          | 天理     | 山陽学園短期 | 山陽学園短期 |
| 第31回（S.58） | 東京   | 日本（7）     | 神戸       | 岡山商科   |            | 日本（2）     | 筑波     | 専修         |              |
| 第32回（S.59） | 名古屋 | 法政（3）     | 中央       | 慶應義塾   |            | 京都女子（2） | 関西     | 熊本         |              |
| 第33回（S.60） | 神戸   | 慶應義塾      | 東京農業   | 日本       |            | 鹿児島        | 松山商科 | 立命館       |              |
| 第34回（S.61） | 東京   | 法政（4）     | 九州産業   | 龍谷       |            | 信州          | 北九州   | 同志社       |              |
| 第35回（S.62） | 名古屋 | 明治（6）     | 東洋       | 慶應義塾   |            | 信州（2）     | 神戸     | 日本         |              |
| 第36回（S.63） | 神戸   | 関西（2）     | 早稲田     | 明治       |            | 関西          | 大阪     | 小樽商科     |              |
| 第37回（H.1）  | 東京   | 同志社        | 法政       | 熊本商科   |            | 筑波（2）     | 早稲田   | 明治学院     |              |
| 第38回（H.2）  | 名古屋 | 同志社（2）   | 城西       | 筑波       |            | 愛知          | 龍谷     | 法政         |              |
| 第39回（H.3）  | 神戸   | 法政（5）     | 近畿       | 北海道     |            | 名古屋        | 城西     | 龍谷         |              |
| 第40回（H.4）  | 東京   | 日本（8）     | 慶應義塾   | 桜美林     |            | 日本（3）     | 岡山     | 城西         |              |
| 第41回（H.5）  | 名古屋 | 東京農業      | 早稲田     | 筑波       |            | 日本（4）     | 愛知     | 城西         |              |
| 第42回（H.6）  | 神戸   | 近畿          | 名古屋工業 | 桜美林     | 甲南       | 中央          | 東北学院 | 国際武道     | 東北         |
| 第43回（H.7）  | 東京   | 中央（4）     | 近畿       | 筑波       | 近畿       | 桜美林        | 日本     | 日本女子体育 | 日本         |
| 第44回（H.8）  | 名古屋 | 近畿（2）     | 慶應義塾   | 高千穂商科 | 高千穂商科 | 筑波（3）     | 東京農業 | 九州産業     | 東京農業     |
| 第45回（H.9）  | 神戸   | 東京          | 京都       | 愛知工業   | 近畿       | 明治（2）     | 近畿     | 甲南         | 中央         |
| 第46回（H.10） | 東京   | 愛知          | 法政       | 近畿       | 東京       | 中九州短期    | 京都産業 | 関西学院     | 近畿         |
| 第47回（H.11） | 名古屋 | 日本（9）     | 西日本工業 | 法政       | 東北       | 桜美林（2）   | 日本     | 関西         | 明治         |
| 第48回（H.12） | 神戸   | 日本（10）    | 九州産業   | 慶應義塾   | 東北学院   | 日本（5）     | 立命館   | 香川         | 明治         |
| 第49回（H.13） | 東京   | 広島経済      | 城西       | 日本       | 信州       | 九州産業（2） | 熊本学園 | 筑波         | 徳島文理徳島 |
| 第50回（H.14） | 名古屋 | 桜美林        | 立命館     | 西日本工業 | 立命館     | 明治（3）     | 福岡     | 岡山         | 岡山         |
| 第51回（H.15） | 神戸   | 日本（11）    | 福岡       | 西日本工業 | 日本       | 日本（6）     | 東京工業 | 筑波         | 東京工業     |
| 第52回（H.16） | 東京   | 早稲田（3）   | 中央       | 城西       | 中央       | 日本（7）     | 甲南女子 | 東京農業     | 東京農業     |
| 第53回（H.17） | 神戸   | 法政（6）     | 佛教       | 東北       | 東北       | 関西（2）     | 長崎     | 桜美林       | 桜美林       |
| 第54回（H.18） | 名古屋 | 法政（7）     | 桜美林     | 中央       | 法政       | 松山          | 立命館   | 愛知         | 東北学院     |
| 第55回（H.19） | 東京   | 日本（12）    | 法政       | 福岡       | 立命館     | 日本（8）     | 桜美林   | 同志社       | 桜美林       |
| 第56回（H.20） | 神戸   | 法政（8）     | 東北       | 立命館     | 東北       | 東京農業      | 日本     | 東北         | 日本         |
| 第57回（H.21） | 名古屋 | 日本（13）    | 愛知       | 国際武道   | 日本       | 立命館        | 愛媛     | 近畿         | 立命館       |
| 第58回（H.22） | 東京   | 立命館（2）   | 日本       | 明治       | 立命館     | 桜美林（3）   | 熊本学園 | 筑波         | 桜美林       |
| 第59回（H.23） | 神戸   | 明治（7）     | 関西       | 熊本学園   | 関西       | 立命館（2）   | 東北学院 | 札幌学院     | 近畿         |
| 第60回（H.24） | 名古屋 | 法政（9）     | 桜美林     | 早稲田     | 桜美林     | 明治（4）     | 甲南     | 関西         | 関西         |
| 第61回（H.25） | 東京   | 日本（14）    | 関西学院   | 東日本国際 | 日本       | 東日本国際    | 四国     | 明治         | 四国         |
| 第62回（H.26） | 神戸   | 明治（8）     | 法政       | 慶應義塾   | 慶應義塾   | 立命館（3）   | 法政     | 関西学院     | 立命館       |
| 第63回（H.27） | 名古屋 | 明治（9）     | 桜美林     | 日本       | 日本       | 近畿          | 桜美林   | 明治学院     | 近畿         |
| 第64回（H.28） | 東京   | 立命館（3）   | 日本       | 法政       | 立命館     | 天理          | 中央     | 甲南         | 天理         |
| 第65回（H.29） | 神戸   | 中央（5）     | 法政       | 桜美林     | 桜美林     | 桜美林（4）   | 関西     | 関西学院     | 関西         |
| 第66回（H.30） | 名古屋 | 立命館（4）   | 桜美林     | 法政       | 立命館     | 近畿（2）     | 名城     | 愛媛         | 明治         |
| 第67回（R.1）  | 神戸   | 慶應義塾（2） | 近畿       | 甲南       | 近畿       | 立命館（4）   | 名古屋   | 熊本         | 明治         |
| 第68回（R.2）※ | 各地区 | 慶應義塾（3） | 東北       | 日本       |            | 大阪経済      | 関西     | 四国         |              |
| 第69回（R.3）  | 名古屋 | 専修          | 筑波       | 明治       |            | 筑波（4）     | 四国     | 慶應義塾     |              |
| 第70回（R.4）  | 東京   | 桜美林（2）   | 慶應義塾   | 法政       |            | 国際武道      | 大阪経済 | 筑波         |              |
| 第71回（R.5）  | 神戸   | 明治（10）    | 桜美林     | 北海道     |            | 大阪経済（2） | 四国     | 愛知淑徳     |              |
| 第72回（R.6）  | 神戸   | 法政（10）    | 明治       | 大東文化   |            | 東北学院      | 立命館   | 札幌学院     |              |
| 第73回（R.7）  | 東京   | 国際武道      | 日本       | 名城       |            | 桜美林（5）   | 日本     | 四国         |              |

※令和2年68回大会はコロナ禍によりオンライン形式で開催

## 過去の成績（男子個人）
| 開催年         | 優勝                     | 優勝                     | 準優勝                   | 準優勝                   | 第3位                    | 第3位                    |
| -------------- | ------------------------ | ------------------------ | ------------------------ | ------------------------ | ------------------------ | ------------------------ |
| 第1回（S.28）  | 大浜伸三                 | 天理                     |                          |                          |                          |                          |
| 第2回（S.29）  | 桑原郁夫                 | 慶應義塾                 | 岡林宏侃                 | 天理                     | 横内信幸                 | 立命館                   |
| 第3回（S.30）  | 大野康夫                 | 早稲田                   | 原宏                     | 立教                     | 井上晃                   | 同志社                   |
| 第4回（S.31）  | 大野康夫（2）            | 早稲田                   |                          |                          |                          |                          |
| 第5回（S.32）  | 大野康夫（3）            | 早稲田                   | 菊地清敏                 | 明治                     | 川端邑俊                 | 大阪府立                 |
| 第6回（S.33）  | 西野文雄                 | 慶應義塾                 | 北川欣司郎               | 立教                     | 吉岡浩二                 | 中央                     |
| 第7回（S.34）  | 相馬叡                   | 明治                     | 青木利克                 | 明治                     | 石川武夫                 | 中央                     |
| 第8回（S.35）  | 川端靖三                 | 同志社                   | 菊地清敏                 | 明治                     | 青木規一郎               | 立教                     |
| 第9回（S.36）  | 高倉幸敬                 | 東洋                     | 前田文雄                 | 愛知学院                 | 曽我部直人               | 松山商科                 |
| 第10回（S.37） | 松本邦男                 | 関西                     |                          |                          |                          |                          |
| 第11回（S.38） | 福島勝憲                 | 日本                     |                          |                          |                          |                          |
| 第12回（S.39） | 斎藤逸郎                 | 國學院                   |                          |                          |                          |                          |
| 第13回（S.40） | 宮崎信之                 | 早稲田                   | 杉浦良司                 | 中京                     | 笠井博史                 | 日本                     |
| 第14回（S.41） | 山本道生                 | 宮崎                     | 佐藤恭一                 | 新潟                     | 本郷靖人                 | 東北学院                 |
| 第15回（S.42） | 小笠原長雅               | 明治                     | 小野寺紀之               | 日本                     | 鈴木正夫                 | 日本                     |
| 第16回（S.43） | 古川浩                   | 立正                     | 佐藤賢                   | 茨城                     | 王前一郎                 | 日本                     |
| 第17回（S.44） | 鈴木茂                   | 東北                     | 古川昭                   | 福岡                     | 村松正明                 | 早稲田                   |
| 第18回（S.45） | 伊藤剛                   | 日本                     | 柳辺宣利                 | 熊本商科                 | 沢本憲治                 | 京都産業                 |
| 第19回（S.46） | 鈴木信博                 | 國學院                   | 油井則夫                 | 大阪                     | 金子俊夫                 | 大阪電気通信             |
| 第20回（S.47） | 荒木重雄                 | 中央                     | 高橋里実                 | 東北                     | 種坂隆志                 | 和歌山                   |
| 第21回（S.48） | 本田雅也                 | 熊本商科                 | 神永裕光                 | 新潟                     | 大内山幸                 | 日本                     |
| 第22回（S.49） | 中満浩晴                 | 熊本                     | 栃原祥男                 | 熊本商科                 | 本間哲平                 | 神戸                     |
| 第23回（S.50） | 足助敦                   | 神奈川                   | 近藤哲生                 | 名古屋                   | 原田良範                 | 鹿児島                   |
| 第24回（S.51） | 安本淳一                 | 法政                     | 広木栄則                 | 中央                     | 土屋洋一郎               | 明治                     |
| 第25回（S.52） | 佐島良一                 | 長崎                     | 大野満                   | 大阪                     | 辻浩史                   | 明治                     |
| 第26回（S.53） | 野村俊昭                 | 法政                     | 野木正伸                 | 日本                     | 山本順一                 | 関西                     |
| 第27回（S.54） | 秋野克也                 | 日本                     | 坂上信也                 | 日本                     | 野中将義                 | 高野山                   |
| 第28回（S.55） | 秋野克也（2）            | 日本                     | 小野秀紀                 | 慶應義塾                 | 高良政和                 | 沖縄国際                 |
| 第29回（S.56） | 白土悟史                 | 日本                     | 梅佐古聡                 | 日本                     | 酒井誠英                 | 明治                     |
| 第30回（S.57） | 寺本裕明                 | 明治                     | 斎藤盛夫                 | 明治                     | 山田聡士                 | 法政                     |
| 第31回（S.58） | 傍田浩司                 | 北海学園                 | 福田浩志                 | 法政                     | 原田敏弘                 | 慶應義塾                 |
| 第32回（S.59） | 猪尾康成                 | 関西                     | 中野哲夫                 | 名古屋                   | 金子俊幸                 | 早稲田                   |
| 第33回（S.60） | 久慈直伊                 | 慶應義塾                 | 篠田道秀                 | 東京                     | 横井成昭                 | 八幡                     |
| 第34回（S.61） | 宮下保志                 | 中央                     | 小林晴彦                 | 九州産業                 | 金子俊幸                 | 早稲田                   |
| 第35回（S.62） | 橋村敬文                 | 福岡                     | 茂木正暢                 | 立教                     | 磯田義文                 | 早稲田                   |
| 第36回（S.63） | 堀巨                     | 日本                     | 高木泰平                 | 専修                     | 吉澤喜芳                 | 東京農業                 |
| 第37回（H.1）  | 三坂学                   | 中央                     | 太田徹                   | 岐阜                     | 渡辺英史                 | 法政                     |
| 第38回（H.2）  | 伊藤立由                 | 福岡                     | 佐野礼征                 | 東京学芸                 | 百瀬隆                   | 名古屋商科               |
| 第39回（H.3）  | 宮本晃宏                 | 中央                     | 牧原鉄郎                 | 松山                     | 大西和也                 | 国際武道                 |
| 第40回（H.4）  | 浦野哲男                 | 立教                     | 伊藤就一                 | 明星                     | 牧野悦治                 | 近畿                     |
| 第41回（H.5）  | 井手崇裕                 | 熊本                     | 本田尚道                 | 早稲田                   | 溝尾朝彦                 | 京都                     |
| 第42回（H.6）  | 望月正也                 | 東洋                     | 春田壮彦                 | 東京                     | 長沢和久                 | 中央                     |
| 第43回（H.7）  | 今泉伸弥                 | 城西                     | 村上貴徳                 | 立正                     | 鈴木俊呉                 | 明治                     |
| 第44回（H.8）  | 辻本元威                 | 大阪産業                 | 武井雄一                 | 法政                     | 前島良正                 | 日本                     |
| 第45回（H.9）  | 森本竜太                 | 関西                     | 吉高神邦彦               | 法政                     | 因博之                   | 九州                     |
| 第46回（H.10） | 濱田幸夫                 | 甲南                     | 渡邊隆志                 | 芝浦工業                 | 大林弘幸                 | 関西                     |
| 第47回（H.11） | 藤岡智則                 | 東北                     | 飯岡宏了                 | 慶應義塾                 | 米永忠裕                 | 三重                     |
| 第48回（H.12） | 長谷見英明               | 桜美林                   | 高田佳範                 | 明治学院                 | 藤岡智則                 | 東北                     |
| 第49回（H.13） | 鈴木康之                 | 国際武道                 | 松尾直樹                 | 福岡                     | 馬場直樹                 | 立命館                   |
| 第50回（H.14） | 上村肇                   | 福岡                     | 濱坂晃徳                 | 学習院                   | 武井裕貴                 | 桜美林                   |
| 第51回（H.15） | 黒木祐太                 | 福岡                     | 甲斐雄也                 | 西日本工業               | 和田将紀                 | 慶應義塾                 |
| 第52回（H.16） | 吉村佑介                 | 桜美林                   | 山本亮平                 | 早稲田                   | 山田良則                 | 東北                     |
| 第53回（H.17） | 石井勧                   | 明治                     | 辻研洋                   | 近畿                     | 宮本綱太                 | 法政                     |
| 第54回（H.18） | 長尾晃輔                 | 中央                     | 土田俊輔                 | 国際武道                 | 櫻井宏                   | 日本大学工科             |
| 第55回（H.19） | 菊池優                   | 岩手                     | 畠山友史                 | 筑波                     | 佐藤龍一                 | 法政                     |
| 第56回（H.20） | 小宮山翔平               | 宇都宮                   | 石井大地                 | 明治                     | 柳原誠治                 | 明治                     |
| 第57回（H.21） | 鈴木成文                 | 中央                     | 矢野翼                   | 西日本工業               | 木所隆明                 | 日本                     |
| 第58回（H.22） | 萱野陽介                 | 愛知                     | 礒野晋作                 | 慶應義塾                 | 佐々木将矢               | 明治                     |
| 第59回（H.23） | 田口裕貴                 | 兵庫県立姫路             | 坂本晃平                 | 龍谷                     | 神原喜仁                 | 法政                     |
| 第60回（H.24） | 松高広明                 | 福岡                     | 徳永淳                   | 法政                     | 斉藤孝司                 | 広島工業                 |
| 第61回（H.25） | 土屋道知                 | 桜美林                   | 大崎令雄                 | 愛媛                     | 渡會和樹                 | 東日本国際               |
| 第62回（H.26） | 松下佑也                 | 岩手                     | 筒井勇斗                 | 四国                     | 大久保宏一               | 東北                     |
| 第63回（H.27） | 田之頭朋昌               | 明治                     | 村田賢祐                 | 慶應義塾                 | 保木野克海               | 信州                     |
| 第64回（H.28） | 新岡琢哉                 | 日本                     | 品川純輝                 | 関西学院                 | 森田敦也                 | 近畿                     |
| 第65回（H.29） | 松浦琢                   | 法政                     | 小川諒                   | 中央                     | 高津翔                   | 桜美林                   |
| 第66回（H.30） | 本郷一輝                 | 慶應義塾                 | 小川諒                   | 中央                     | 君和田勁                 | 茨城                     |
| 第67回（R.1）  | 台風10号の影響により中止 | 台風10号の影響により中止 | 台風10号の影響により中止 | 台風10号の影響により中止 | 台風10号の影響により中止 | 台風10号の影響により中止 |
| 第68回（R.2）  | コロナ禍により中止       | コロナ禍により中止       | コロナ禍により中止       | コロナ禍により中止       | コロナ禍により中止       | コロナ禍により中止       |
| 第69回（R.3）  | 須之内太陽               | 大東文化                 | 東本永遠                 | 同志社                   | 新井田瑞希               | 札幌学院                 |
| 第70回（R.4）  | 坪井友希                 | 法政                     | 仲村太一                 | 桜美林                   | 菊池臣悟                 | 桜美林                   |
| 第71回（R.5）  | 星山知慶                 | 明治                     | 菅原凌空                 | 秋田                     | 池田蓮                   | 京都橘                   |
| 第72回（R.6）  | 佐藤蒼                   | 早稲田                   | 齊藤靖弥                 | 北海学園                 | 小林樹生                 | 明治                     |
| 第73回（R.7）  | 多湖伝我                 | 関西                     | 中村輝斗                 | 早稲田                   | 水間大翔                 | 東北                     |

## 過去の成績（女子個人）
| 開催年         | 優勝                     | 優勝                     | 準優勝                   | 準優勝                   | 第3位                    | 第3位                    |
| -------------- | ------------------------ | ------------------------ | ------------------------ | ------------------------ | ------------------------ | ------------------------ |
| 第9回（S.36）  | 三宅延子                 | 岡山                     |                          |                          |                          |                          |
| 第10回（S.37） | 豊島喜美子               | 愛媛                     |                          |                          |                          |                          |
| 第11回（S.38） | 花壇繁子                 | 國學院                   |                          |                          |                          |                          |
| 第12回（S.39） | 菊地敏子                 | 新潟                     | 斎藤則子                 | 明治                     | 佐藤泰子                 | 明治                     |
| 第13回（S.40） | 伊藤悦子                 | 三重                     | 竹内睦子                 | 神戸                     | 永井茂子                 | 山形                     |
| 第14回（S.41） | 菅原正子                 | 東洋                     | 藤村喜久子               | 和歌山                   | 大崎良子                 | 中京                     |
| 第15回（S.42） | 古市貴子                 | 香川                     | 岩崎利子                 | 文化女子                 | 一方井宏子               | 上智                     |
| 第16回（S.43） | 小川美智子               | 文化女子                 | 松永喜代子               | 日本                     | 宗田祥子                 | 岡山                     |
| 第17回（S.44） | 小川美智子（2）          | 文化女子                 | 市原美保子               | 明治                     | 野上啓子                 | 早稲田                   |
| 第18回（S.45） | 内田政子                 | 日本                     | 矢沢葉子                 | 新潟                     | 平沢由紀子               | 埼玉                     |
| 第19回（S.46） | 坂本敬子                 | 國學院                   | 今村朱美                 | 熊本商科                 | 大塚康代                 | 日本女子体育短期         |
| 第20回（S.47） | 茶木和子                 | 鹿児島                   | 工師美雪                 | 熊本商科                 | 江藤理恵                 | 熊本                     |
| 第21回（S.48） | 大平龍子                 | 信州                     | 岡本雅子                 | 北海道                   | 工藤春美                 | 東北学院                 |
| 第22回（S.49） | 丈六繁美                 | 和歌山                   | 斉藤みや子               | 日本女子体育             | 加賀谷成子               | 北海道                   |
| 第23回（S.50） | 藤田晴美                 | 福岡                     | 板垣敦子                 | 北星学園                 | 村山祥子                 | 福岡                     |
| 第24回（S.51） | 佐藤香代子               | 日本                     | 寺岡純子                 | 学習院                   | 藤田晴美                 | 福岡                     |
| 第25回（S.52） | 新居田倫子               | 千葉                     | 佐々木千恵               | 愛知大学短期             | 中川礼子                 | 富山                     |
| 第26回（S.53） | 檜垣美代子               | 関西                     | 本田千鶴                 | 明治                     | 吉田瑞子                 | 東北                     |
| 第27回（S.54） | 三嘴裕子                 | 筑波                     | 小谷野緑                 | 埼玉                     | 松浦尚美                 | 同志社                   |
| 第28回（S.55） | 角屋敷往子               | 埼玉                     | 相良登志江               | 福岡                     | 山下美代子               | 福岡                     |
| 第29回（S.56） | 平戸緑                   | 東海                     | 鈴木身知子               | 日本女子体育             | 池野ルミ                 | 西南女学院短期           |
| 第30回（S.57） | 松澤かおり               | 國學院                   | 稲田美穂                 | 松山商科                 | 岸恵理子                 | 桜美林                   |
| 第31回（S.58） | 山本起世子               | 立命館                   | 浦岡幸子                 | 立正                     | 西谷恭子                 | 愛知学院                 |
| 第32回（S.59） | 久保田智恵               | 京都女子                 | 大矢弘美                 | 立教                     | 三窪ゆり                 | 島根                     |
| 第33回（S.60） | 佐藤薫                   | 山陽学園短期             | 藤浪千香                 | 同志社                   | 沖真由美                 | 山陽学園短期             |
| 第34回（S.61） | 木場直子                 | 大東文化                 | 久保田智恵               | 信州                     | 岩見朋子                 | 東京学芸                 |
| 第35回（S.62） | 彦坂文枝                 | 信州                     | 馬渡美由紀               | 早稲田                   | 天野文                   | 神戸                     |
| 第36回（S.63） | 川尻里美                 | 岐阜                     | 中西靖子                 | 神戸市外国語             | 島田純                   | 奈良女子                 |
| 第37回（H.1）  | 泉名晴美                 | 日本                     | 木村幸枝                 | 日本                     | 益子文枝                 | 山形                     |
| 第38回（H.2）  | 中村尚子                 | 山形                     | 堀内裕美                 | 龍谷                     | 佐藤菜穂子               | 東北学院                 |
| 第39回（H.3）  | 宮本亜紀                 | 東洋                     | 坂吉雅子                 | 同志社                   | 番衣薫子                 | 立命館                   |
| 第40回（H.4）  | 新紺幸代                 | 日本                     | 中川まゆみ               | 横浜市立                 | 小川英美子               | 国際武道                 |
| 第41回（H.5）  | 小中早苗                 | 北海道                   | 垣木佐奈枝               | 松山                     | 松本由紀                 | 甲南                     |
| 第42回（H.6）  | 笠井千絵                 | 國學院                   | 梅村美佳子               | 岩手                     | 塩谷奈穂                 | 中央                     |
| 第43回（H.7）  | 樫山明奈                 | 国際武道                 | 斉藤千晶                 | 桜美林                   | 斉藤雅美                 | 桜美林                   |
| 第44回（H.8）  | 山中留美                 | 岡山理科                 | 藤原恭子                 | 中央                     | 小原妃誉                 | 明治                     |
| 第45回（H.9）  | 山代知子                 | 筑波                     | 岩本京子                 | 日本                     | 中島裕子                 | 城西                     |
| 第46回（H.10） | 永島田優子               | 中九州短期               | 葛西志津                 | 東北                     | 鈴村亜未                 | 愛知学院                 |
| 第47回（H.11） | 志賀慎子                 | 日本                     | 日野祐子                 | 西南学院                 | 蓮沼美夏                 | 東海                     |
| 第48回（H.12） | 遠原郁恵                 | 九州産業                 | 尾山祐子                 | 九州産業                 | 竹原ひとみ               | 東京農業                 |
| 第49回（H.13） | 山本悠子                 | 関西                     | 尾山祐子                 | 九州産業                 | 鈴木咲子                 | 東京農業                 |
| 第50回（H.14） | 中田ひとみ               | 城西                     | 鈴木涼子                 | 千葉                     | 坂本真智子               | 立命館                   |
| 第51回（H.15） | 梅木慶子                 | 福岡                     | 柳貴子                   | 東京工業                 | 出水梓                   | 福岡                     |
| 第52回（H.16） | 板垣朋美                 | 日本                     | 曽根志帆                 | 同志社                   | 松山奈々代               | 立命館                   |
| 第53回（H.17） | 土田裕子                 | 関西                     | 五嶌由衣                 | 東京理科                 | 梶本あおい               | 神戸市外国語             |
| 第54回（H.18） | 仲尾瞳                   | 天理                     | 船越由希                 | 徳島文理徳島             | 齊藤君代                 | 慶應義塾                 |
| 第55回（H.19） | 益田一美                 | 桜美林                   | 坂上薫                   | 専修                     | 屋敷尚子                 | 甲南                     |
| 第56回（H.20） | 酒谷恵美                 | 北九州市立               | 中村美希                 | 同志社                   | 泉田智美                 | 法政                     |
| 第57回（H.21） | 中江明美                 | 同志社                   | 佐々井愛美               | 高知                     | 上野愛実                 | 東京工業                 |
| 第58回（H.22） | 宮國愛菜                 | 関西学院                 | 笹田愛莉                 | 明治                     | 岸千聡                   | 近畿                     |
| 第59回（H.23） | 岩本真実                 | 早稲田                   | 宮崎真紀子               | 志学館                   | 下崎花                   | 近畿                     |
| 第60回（H.24） | 佐藤千華                 | 中京                     | 藤井ちひろ               | 成城                     | 長谷川絵鈴               | 桜美林                   |
| 第61回（H.25） | 弓立佳奈                 | 同志社                   | 川勝彩音                 | 大阪経済                 | 垣田ゆき                 | 明治                     |
| 第62回（H.26） | 宮本葵                   | 立命館                   | 内山知美                 | 立命館                   | 村上真弓                 | 宇都宮                   |
| 第63回（H.27） | 浅野里江                 | 京都橘                   | 安藤聖奈                 | 立命館                   | 神尾実沙                 | 奈良女子                 |
| 第64回（H.28） | 三橋摩癒                 | 法政                     | 倉橋優果                 | 名城                     | 岡村里緒                 | 立命館                   |
| 第65回（H.29） | 森田夏葉                 | 慶應義塾                 | 小寺美歌子               | 金沢学院                 | 岡本麻菜美               | 桜美林                   |
| 第66回（H.30） | 白川史織                 | 明治                     | 井本美沙紀               | 佛教                     | 井上凌子                 | 名城                     |
| 第67回（R.1）  | 台風10号の影響により中止 | 台風10号の影響により中止 | 台風10号の影響により中止 | 台風10号の影響により中止 | 台風10号の影響により中止 | 台風10号の影響により中止 |
| 第68回（R.2）  | コロナ禍により中止       | コロナ禍により中止       | コロナ禍により中止       | コロナ禍により中止       | コロナ禍により中止       | コロナ禍により中止       |
| 第69回（R.3）  | 宮本愛子                 | 法政                     | 山崎琴葵                 | 早稲田                   | 細見眞生                 | 近畿                     |
| 第70回（R.4）  | 西本琴織                 | 桃山学院                 | 星有綾                   | 成蹊                     | 酒本芽依                 | 鳥取                     |
| 第71回（R.5）  | 芝田菜摘                 | 愛知淑徳                 | 稲藪紫音                 | 関西学院                 | 落合珠梨                 | 立命館                   |
| 第72回（R.6）  | 溝口千織                 | 大阪経済                 | 吉岡美紀                 | 日本                     | 佐藤愛澄                 | 鹿児島国際               |
| 第73回（R.7）  | 林里穂                   | 日本                     | 落合南海                 | 四国                     | 溝口千織                 | 大阪経済                 |